# NGC 7405
NGC 7405 este o galaxie situată în constelația Pegas. A fost descoperită în  de către Albert Marth.